# Matt Shively
Matt Shively, all'anagrafe Matthew James Shively Jr (Hanford, 15 settembre 1990), è un attore e doppiatore statunitense.

## Biografia
Si interessò alla recitazione fin da bambino dopo aver visto Shia LaBeouf nel programma tv Even Stevens.
Ha avuto una piccola parte nel film del 2007 Rattle Basket, e un'altra in un episodio di Zoey 101. Ha fatto il provino più volte per la parte di Ryan in True Jackson, VP, ma non ha ottenuto la parte, però è stato richiamato due settimane dopo per il ruolo, ed è stato ingaggiato. La sit-com ha ricevuto recensioni positive.
Nel 2012 ha preso parte al film Paranormal Activity 4.

## Filmografia

### Cinema
- The Tomb, regia di Ulli Lommel (2007)
- Barrio Tales (2012)
- Noobz (2012)
- Paranormal Activity 4, regia di Henry Joost e Ariel Schulman (2012)
- April Apocalypse (2013)
- Feels So Good (2013)
- Bucky and the Squirrels (2013)
- Expelled, regia di Alex Goyette (2014)
- The Wedding Year, regia di Robert Luketic (2019)

### Televisione
- The Troop, episodi "It's in the Game", "Prisoner of Lakewood", "A Sniff Too Far" e "Ice Hassles" (2011)
- True Jackson, VP (2008-2011) Serie TV
- L'uomo di casa (Last Man Standing), episodio "La giornata delle figlie" (2012)
- Never Fade Away, episodio "Mockingbird" (2012)
- Bucket and Skinner's Epic Adventures, episodi "Epic Breakup - Part I" e "Epic Breakup - Part II" (2012)
- Teen Wolf, episodio "Echo House" (2014)
- CSI - Scena del crimine (CSI: Crime Scene Investigation), episodi "Fuga verso la morte" e "The Fallen" (2014)
- Jessie – serie TV, episodio "Where's Zuri?" (2014)
- Come creare il ragazzo perfetto (How to Build a Better Boy), regia di Paul Hoen – film TV (2014)
- Aquarius – serie TV, episodio 1x04 (2015)

## Doppiatore
- Winx Club - Il segreto del regno perduto (2007)
- Winx Club: Power of Believix, episodi "Magic Pets", "Fear in Pixie Village", "The Wizards' Trap", "Diana's Redemption" e "Diana's Attack" (2012)
- Winx Club: Enchantix (2011-2012) Serie TV
- Winx Club: Beyond Believix (2012-2013) Serie TV

## Doppiatori italiani
Nelle versioni in italiano delle opere in cui ha recitato, Matt Shively è stato doppiato da:
- Gabriele Patriarca in Jessie, American Housewife
- Alessio De Filippis in Teen Wolf
- Flavio Aquilone in Come creare il ragazzo perfetto
- Davide Capone in Aquarius
- Mattia Bressan in The Purge
- Davide Perino in The Resident
- Alessandro Campaiola ne Il padre dell'anno